# DeWayne McKnight
DeWayne „Blackbyrd” McKnight (n. 17 aprilie 1954) este un chitarist american, fost component al trupei The Headhunters, formație de jazz-funk fusion, din 1975 până în 1978, și al grupului Parliament-Funkadelic, din 1978 până în 2008. A fost de asemenea, pentru o scurtă perioadă, și membru al Red Hot Chili Peppers după moartea chitaristului Hillel Slovak. A cântat și cu Miles Davis în 1986.